# Onitis pseudojansenii
Onitis pseudojansenii là một loài bọ cánh cứng trong họ Bọ hung (Scarabaeidae).